# Идеи (род)
Идеи (лат. Idea) — род бабочек из семейства нимфалид (Nymphalidae) и подсемейства данаид (Danainae). Распространены виды этого рода в Индокитае, Малайзии, Индонезии, южных частях Индии и Китая.

## Виды
Виды:
- I. agamarschana (C. & R. Felder, [1865])
- I. blanchardi Marchal, 1845
- I. durvillei Boisduval, 1832
- I. electra (Semper, 1878)
- I. hypermnestra (Westwood, 1848)
- I. iasonia or I. jasonia (Westwood, 1848)
- I. idea (Linnaeus, 1763)
- I. leuconoe Erichson, 1834
- I. lynceus (Drury, [1773])
- I. malabarica (Moore, 1877)
- I. stolli (Moore, 1883)
- I. tambusisiana Bedford-Russell, 1981